# St.-Andreas-Kirche (Rappin)

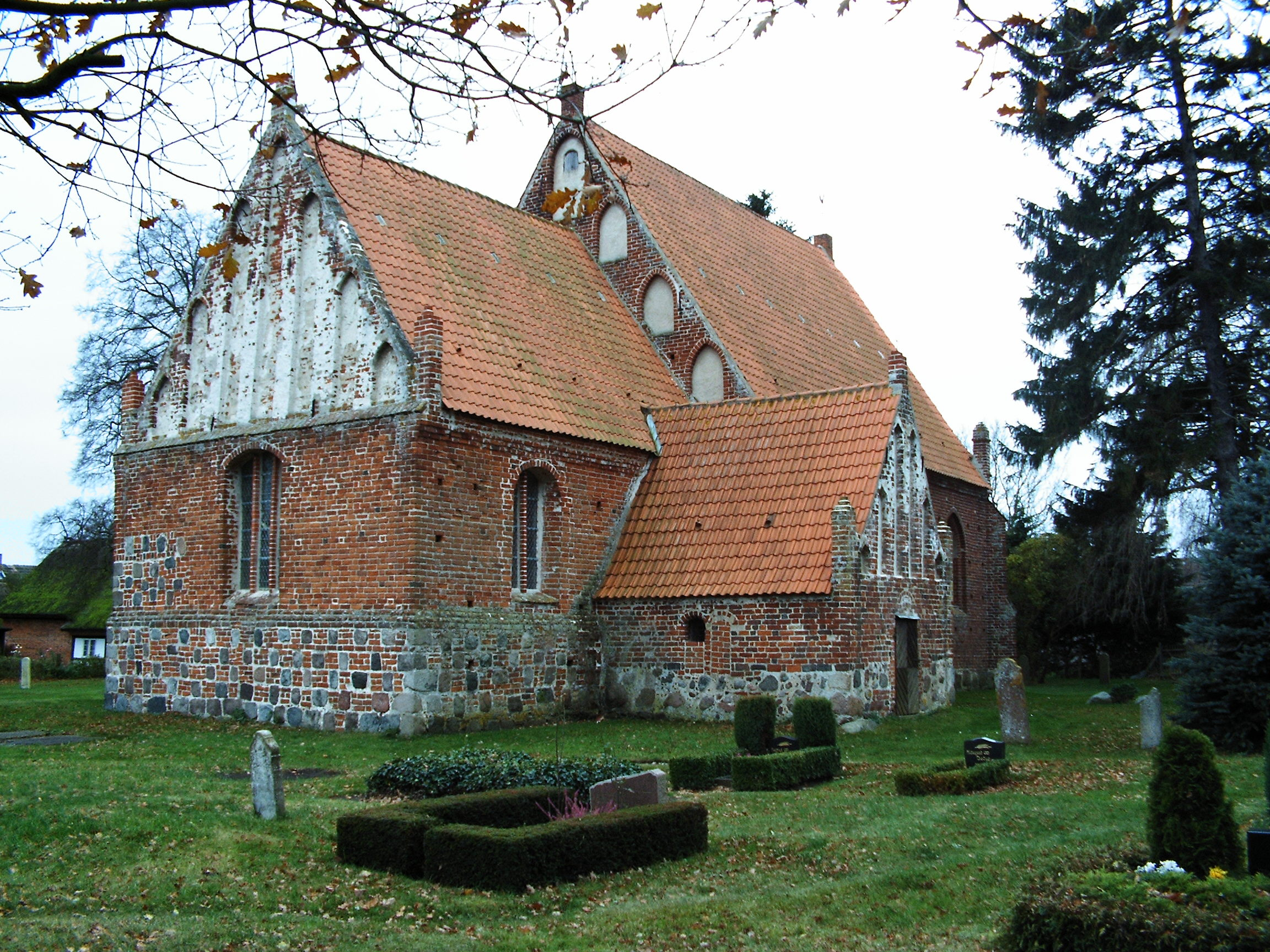
Kirche St. Andreas in Rappin

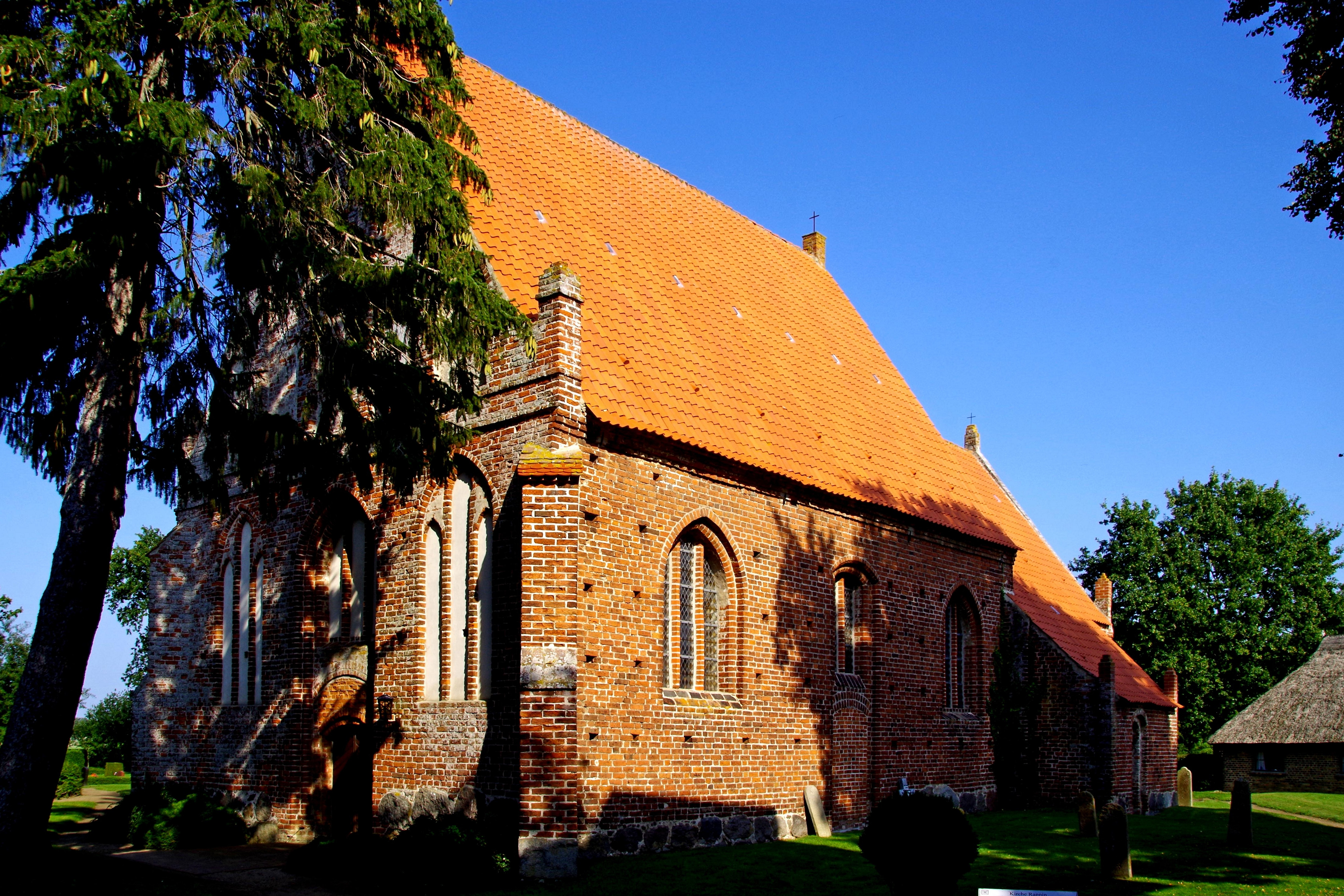
St. Andreas (Rappin) von Südwesten

Die St.-Andreas-Kirche zu Rappin ist die evangelische Pfarrkirche der Kirchgemeinde Neuenkirchen im Norden des Muttlandes der Insel Rügen.

## Geschichte
Die St.-Andreas-Kirche zu Rappin wurde erstmals im Jahr 1305 urkundlich erwähnt. Ihr Bau wurde vermutlich in der zweiten Hälfte des 13. Jahrhunderts begonnen. Sie gehört damit zu den ältesten Kirchen der Insel Rügen. Ihre jetzige Form erhielt die Kirche um 1400. Der ursprünglich hölzerne Glockenturm stürzte 1626 ein. Als Ersatz wurde im Jahr 1635 südwestlich der Kirche ein hölzerner Glockenstuhl errichtet. Der Chor und das Kirchenschiff wurden in den ursprünglichen Farbtönen in den Jahren 1996 bis 1999 restauriert.
Die größere der beiden Glocken wurde im Ersten Weltkrieg eingeschmolzen. Eine neue zweite Glocke wurde im April 2010 eingeweiht.
Grabplatten und Wappenschilde erinnern an mehrere Adelsgeschlechter der Region, u. a. die Familie von Usedom.

## Ausstattung
Der Altaraufsatz stammt aus dem Jahre 1669, die Kanzel aus dem Jahr 1702 und wurde aus Kiefernholz gefertigt. Ältestes Stück in der St.-Andreas-Kirche ist das mittelalterliche Taufbecken aus gotländischem Kalkstein. Es stammt aus der zweiten Hälfte des 13. Jahrhunderts.
Die Wände und Decke sind mit mittelalterlichen Weihekreuze und schlichten Ranken bemalt. Die Malereien wurden in den letzten Jahren renoviert.

### Orgel
Die Orgel wurde 1859 durch den Gothaer Orgelbauer Guido Knauf gebaut. Das Schleifladen-Instrument hat 8 Register auf einem Manual und Pedal. Die Trakturen sind mechanisch.
| Manualwerk C– |               |    |
| 1.            | Prinzipal     | 8′ |
| 2.            | Gedackt       | 8′ |
| 3.            | Flaut travers | 8′ |
| 4.            | Gamba         | 8′ |
| 5.            | Oktave        | 4′ |
| 6.            | Flöte         | 4′ |
| 7.            | Oktave        | 2′ |

| Pedal C– |        |     |
| 8.       | Bordun | 16′ |

- Koppel: Pedalkoppel

## Gemeinde
Die evangelische Kirchgemeinde gehört seit 2012 zur Propstei Stralsund im Pommerschen Evangelischen Kirchenkreis der Evangelisch-Lutherischen Kirche in Norddeutschland. Vorher gehörte sie zum Kirchenkreis Stralsund der Pommerschen Evangelischen Kirche.